# Calamosternus descarpentriesi
Calamosternus descarpentriesi är en skalbaggsart som beskrevs av Rudolph Petrovitz 1966. Calamosternus descarpentriesi ingår i släktet Calamosternus och familjen Aphodiidae. Inga underarter finns listade.